# Bandar Tinggi (Bilah Hulu)
Bandar Tinggi is een bestuurslaag in het regentschap Labuhan Batu van de provincie Noord-Sumatra, Indonesië. Bandar Tinggi telt 5522 inwoners (volkstelling 2010).